# Chapelle de Grandmont
Pour les articles homonymes, voir Église Sainte-Catherine.
La chapelle de Grandmont ou église Sainte-Catherine est un lieu de culte catholique situé à Rouen, en France.

## Localisation
La chapelle de Grandmont est située dans le département français de la Seine-Maritime, à Rouen, rue Henri-II-Plantagenêt, rive gauche.
Elle est contiguë au parc Grammont et au pôle culturel du même nom.

## Historique du prieuré Notre-Dame-du-Parc
Le prieuré Notre-Dame-du-Parc ou prieuré de Grandmont, dit « prieuré de Grammont » par les Rouennais, est fondé entre 1157 et 1180 par l'ordre de Grandmont, établi dans le Limousin. En 1317, le pape Jean XXII réorganise l'ordre et charge Grandmont de la direction de ses trente prieurés conventuels. La celle de Rouen est érigée en prieuré cette même année, il accueille quatorze religieux.
Ruiné et incendié par les soldats navarrais en 1370, il est reconstruit par le prieur Matthieu de Veruc en 1380. Le cardinal d'Estouteville, prieur commendataire (représenté le plus souvent par son maître des intestats, car il vivait alors à Rome), fait construire la chapelle latérale Sainte-Catherine en 1471-1472 au côté nord de l'église  ; elle est détruite en 1562 par les huguenots. Le prieur commendataire Étienne Pourret, évêque de Bayonne, fait réparer le cloître en 1547. Le prieuré est partiellement détruit lors du siège de Rouen par Henri IV en 1592. Il abrite alors quatre prêtres, un convers et deux novices qui doivent évacuer les lieux (sauf le convers pour garder les murs). La vie religieuse est ranimée vers 1620, à l'époque de saint Vincent de Paul. La stricte observance est rétablie par le chapitre général de 1643. Le prieuré est entièrement réparé en 1652. Il y a treize religieux en 1670, dont trois poursuivent leurs études à Paris.

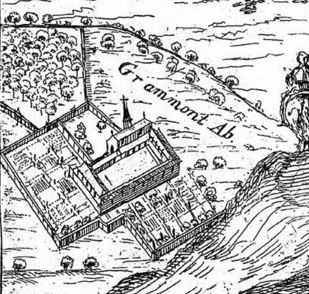
Le prieuré en 1658.

L'ordre de Grandmont est supprimé en 1772 par le pape Clément XIV. Le domaine devient caserne de dragons. En 1780, l'église est transformée en magasin de poudre.

## L'église Sainte-Catherine
En 1780, l'église est transformée en magasin de poudre. La plupart de ses ouvertures sont alors murées. Les restes du prieuré sont dispersés en 1900. Seule subsiste l'église.
La chapelle est classée au titre des monuments historiques par arrêté du 17 février 1936.
La poudrière transférée au Grand Quevilly, l'édifice retrouve sa fonction première avec une messe célébrée le 25 janvier 1970. Des travaux de restauration ont permis la découverte de pavements du XIIe siècle en terre cuite, mis en valeur dans l'abside de l'édifice.

## Description
L'église longue de 36 m est orientée. Elle est composée d'un unique vaisseau avec une voûte en berceau brisé sans doubleaux. L'abside semi-circulaire, percée de trois hautes fenêtres, est couverte d'ogives rassemblées par une clef circulaire.